# Clytus ambigenus
Clytus ambigenus là một loài bọ cánh cứng trong họ Cerambycidae.